# Fabrice N'Sakala
Fabrice N'Sakala Mayele (* 21. července 1990) je konžský fotbalista francouzského původu hrající na postu obránce, který v současnosti působí v belgickém klubu RSC Anderlecht z Bruselu.